# Science & Society
Science & Society ist eine akademische Zeitschrift in englischer Sprache  mit Peer-Review, die sich mit wissenschaftlichen Themen im marxistischen Kontext beschäftigt. Science & Society ist das führende noch existierende Organ der marxistischen Theorie und Wissenschaft in den USA und nach eigenen Angaben die, unabhängig von der verwendeten Sprache,  älteste kontinuierlich publizierte marxistische Zeitschrift der Welt.
Abgedeckte Themenbereiche:
- Volkswirtschaft
- Philosophie der Naturwissenschaften
- Geschichtsschreibung
- Frauenforschung
- Literaturwissenschaft
- Geisteswissenschaften
- Soziologie
- Politische Theorie

Die Zeitschrift gibt es seit 1936. Sie wird von Guilford Publications in New York City, New York, USA, herausgegeben. Der Chefredakteur ist David Laibman, ein Wirtschaftsmathematiker und marxistischer Theoretiker vom Brooklyn College in New York.